# Coppa Sabatini 2021
La 69.ª edición de la clásica ciclista Coppa Sabatini fue una carrera en Italia que se celebró el 16 de septiembre de 2021 con inicio y final en la ciudad de Peccioli sobre un recorrido de 210,8 kilómetros.
La carrera fue parte del UCI ProSeries 2021, calendario ciclístico mundial de segunda división, dentro de la categoría UCI 1.Pro.

## Equipos participantes
Tomaron parte en la carrera 18 equipos: 7 de categoría UCI WorldTeam invitados por la organización, 8 de categoría UCI ProTeam, 2 de categoría Continental y la selección nacional de Italia. Formaron así un pelotón de 144 ciclistas de los que acabaron 96. Los equipos participantes fueron:
| WorldTeams (7)- UAE Team Emirates - Astana-Premier Tech - Bahrain Victorious - EF Education-Nippo - Intermarché-Wanty-Gobert Matériaux - Movistar Team - Ineos Grenadiers ProTeams (8)- Androni Giocattoli-Sidermec - Bardiani CSF Faizanè - Eolo-Kometa - Euskaltel-Euskadi - Gazprom-RusVelo - TotalEnergies - Vini Zabù - Burgos-BH Equipos continentales (2)- D'Amico UM Tools - Mg.k Vis VPM Equipo nacional- Italia |
| |

## Clasificación final
- Las clasificaciones finalizaron de la siguiente forma:[3]

| \| Clasificación general \| Clasificación general \| Clasificación general \| Clasificación general \| Clasificación general \| \| Ciclista \| Ciclista \| Equipo \| Tiempo \| \| \| --------------------- \| --------------------- \| ---------------------------------- \| --------------------- \| --------------------- \| \| 1.º \| Michael Valgren \| EF Education-Nippo \| 5 h 14 min 20 s \| \| \| 2.º \| Sonny Colbrelli \| Bahrain Victorious \| + 3 s \| \| \| 3.º \| Mathieu Burgaudeau \| TotalEnergies \| + 6 s \| \| \| 4.º \| Filippo Baroncini \| Italia \| + 9 s \| \| \| 5.º \| Lorenzo Rota \| Intermarché-Wanty-Gobert Matériaux \| + 11 s \| \| \| 6.º \| Neilson Powless \| EF Education-Nippo \| + 17 s \| \| \| 7.º \| Gianni Moscon \| Ineos Grenadiers \| + 33 s \| \| \| 8.º \| Antonio Pedrero \| Movistar Team \| + 40 s \| \| \| 9.º \| Ander Okamika \| Burgos-BH \| + 1 min 25 s \| \| \| 10.º \| Ruben Guerreiro \| EF Education-Nippo \| + 1 min 31 s \| \| |                    |                                    |                 |
| |                    |                                    |                 |
| Fuente: ProCyclingStats |                    |                                    |                 |
| Clasificación general |                    |                                    |                 |
| Ciclista | Ciclista           | Equipo                             | Tiempo          |
| 1.º | Michael Valgren    | EF Education-Nippo                 | 5 h 14 min 20 s |
| 2.º | Sonny Colbrelli    | Bahrain Victorious                 | + 3 s           |
| 3.º | Mathieu Burgaudeau | TotalEnergies                      | + 6 s           |
| 4.º | Filippo Baroncini  | Italia                             | + 9 s           |
| 5.º | Lorenzo Rota       | Intermarché-Wanty-Gobert Matériaux | + 11 s          |
| 6.º | Neilson Powless    | EF Education-Nippo                 | + 17 s          |
| 7.º | Gianni Moscon      | Ineos Grenadiers                   | + 33 s          |
| 8.º | Antonio Pedrero    | Movistar Team                      | + 40 s          |
| 9.º | Ander Okamika      | Burgos-BH                          | + 1 min 25 s    |
| 10.º | Ruben Guerreiro    | EF Education-Nippo                 | + 1 min 31 s    |

## UCI World Ranking
La Coppa Sabatini otorgó puntos para el UCI World Ranking para corredores de los equipos en las categorías UCI WorldTeam, UCI ProTeam y Continental. Las siguientes tablas muestran el baremo de puntuación y los 10 corredores que obtuvieron más puntos:
| Posición              | 1.º | 2.º | 3.º | 4.º | 5.º | 6.º | 7.º | 8.º | 9.º | 10.º | 11.º | 12.º | 13.º | 14.º | 15.º | 16.º-30.º | 31.º-40.º |
| Clasificación general | 200 | 150 | 125 | 100 | 85  | 70  | 60  | 50  | 40  | 35   | 30   | 25   | 20   | 15   | 10   | 5         | 3         |

| Clasificación |                    |                                    |         |
| Posición      | Ciclista           | Equipo                             | General |
| ------------- | ------------------ | ---------------------------------- | ------- |
| 1.º           | Michael Valgren    | EF Education-NIPPO                 | 200     |
| 2.º           | Sonny Colbrelli    | Bahrain Victorious                 | 150     |
| 3.º           | Mathieu Burgaudeau | TotalEnergies                      | 125     |
| 4.º           | Filippo Baroncini  | Selección de Italia                | 100     |
| 5.º           | Lorenzo Rota       | Intermarché-Wanty-Gobert Matériaux | 85      |
| 6.º           | Neilson Powless    | EF Education-NIPPO                 | 70      |
| 7.º           | Gianni Moscon      | INEOS Grenadiers                   | 60      |
| 8.º           | Antonio Pedrero    | Movistar                           | 50      |
| 9.º           | Ander Okamika      | Burgos-BH                          | 40      |
| 10.º          | Ruben Guerreiro    | EF Education-NIPPO                 | 35      |